# Landkreis Celle
Landkreis Celle är ett distrikt (Landkreis) i det tyska förbundslandet Niedersachsen.

## Administrativ indelning
I förvaltningsrättslig mening finns i modern tid ingen skillnad mellan begreppet Stadt (stad) gentemot Gemeinde (kommun).

### Einheitsgemeinden
| - Bergen (stad) - Celle (stad) | - Eschede - Faßberg | - Hambühren - Südheide | - Wietze - Winsen (Aller) |

### Samtgemeinde
| - Samtgemeinde Flotwedel | - Samtgemeinde Lachendorf | - Samtgemeinde Wathlingen |  |

### Kommunfritt område
| - Lohheide |

1. ↑  GeoNames, 2005, Geonames-ID: 2940212, läs online och läs online.[källa från Wikidata]
2. ↑  läs online, www.destatis.de .[källa från Wikidata]
3. ↑  hämtat från: tyskspråkiga Wikipedia.[källa från Wikidata]